# LII Krajowy Festiwal Piosenki Polskiej w Opolu
LII Krajowy Festiwal Piosenki Polskiej w Opolu odbył się w dniach 12–14 czerwca 2015 roku w Amfiteatrze Tysiąclecia w Opolu.

## Koncert „Ktoś mnie pokochał!” – Urodzinowe Debiuty ze Skaldami!
- Koncert odbył się 12 czerwca 2015.[1]
- Prowadzący: Agata Młynarska i frontmani Skaldów bracia Jacek Zieliński oraz Andrzej Zieliński
- Przygotowany z okazji 50-lecia pracy artystycznej zespołu Skaldowie
- W trakcie plebiscytu do jubilatów dołączali goście specjalni zaproszeni przez muzyków, którzy także wykonywali utwory z repertuaru Skaldowie.

Występy pozakonkursowe:
- - Na rozpoczęcie koncertu Golec uOrkiestra zaśpiewali „Z kopyta kulig rwie” i „Medytacje wiejskiego listonosza”, a następnie wraz z braćmi Zielińskimi piosenkę „Wszystko kwitnie wkoło (Wiosna)”.
  - Przed rozpoczęciem części konkursowej wszyscy uczestnicy zaśpiewali wraz ze Skaldami utwory „Wszystko mi mówi, że mnie ktoś pokochał” i „Medytacje wiejskiego listonosza”.
  - W trakcie głosowania sms-owego do jubilatów na scenie dołączali goście by wykonać z nimi kolejne przeboje z bogatego repertuaru. Jako pierwsza Edyta Górniak zaśpiewała „Dziś prawdziwych cyganów już nie ma” (z repertuaru duetu Skaldów z Marylą Rodowicz), następnie Golec uOrkiestra w kawałku „Uciekaj, uciekaj”, potem Monika Kuszyńska w lirycznej balladzie „W żółtych płomieniach liści” (z repertuaru duetu Skaldów z Łucją Prus), a na koniec ponownie Edyta Górniak tym razem solo w piosence „Życzenia z całego serca”.

- Nagroda Polskiego Radia Programu I: Justyna Panfilewicz i Mariusz Wawrzyńczyk.
- Nagroda biura podróży Itaka: Justyna Panfilewicz i Mariusz Wawrzyńczyk.
- Nagroda im. Anny Jantar „Karolinka” (sms) – Justyna Panfilewicz i Mariusz Wawrzyńczyk za wykonanie piosenki „Nie widzę Ciebie w swych marzeniach”.
- Nagroda specjalna TVP1 z okazji 50-lecia pracy artystycznej: Skaldowie.

### Lista wykonawców
| „SuperDebiuty” | „SuperDebiuty”                                        | „SuperDebiuty”                        |
| Lp.            | Wykonawca                                             | Piosenka                              |
| -------------- | ----------------------------------------------------- | ------------------------------------- |
| 1.             | Żaneta Łabudzka                                       | „Na wirsycku”                         |
| 2.             | Ola Nizio (zwyciężczyni V edycji The Voice of Poland) | „Dopóki jesteś”                       |
| 3.             | Space (laureat regionalnych eliminacji Miasta Opole)  | „Wierniejsza od marzenia”             |
| 4.             | Jeremi Sikorski                                       | „Prześliczna wiolonczelistka”         |
| 5.             | Mery Spolsky                                          | „Cała jesteś w skowronkach”           |
| 6.             | Justyna Panfilewicz i Mariusz Wawrzyńczyk             | „Nie widzę Ciebie w swych marzeniach” |

## Koncert piosenek kabaretowych  "Scenki i obscenki czyli Jeremiego Przybory piosenki!
- Koncert odbył się 12 czerwca 2015.[2]
- Było to wyjątkowe widowisko aktorsko-wokalne przygotowane z okazji 100 urodzin Jeremiego Przybory. Plejada gwiazd piosenki oraz sceny teatralnej zinterpretowała utwory pełne inteligentnego humoru i nostalgii.
- Wszyscy wykonawcy znajdowali się cały czas na scenie, która miała charakter 3 ważnych dla twórczości poety miejsc czyli kafejki Cafe Sultan, knajpy Pod knotem i parku dla umiarkowanych.

- Prowadzący: Magda Umer była narratorem i Artur Burchacki.

Wystąpili: 
Hanna Śleszyńska jako Ramona, właścicielka i gospodyni knajpy Pod knotem.
Grzegorz Małecki jako Szujuś, w porywach maczo szuja.
Anna Smołowik jako poniewierana, dręczona i dręczące.
Monika Babula jako kochająca do utraty zmysłów.
Mariusz Laskowski jako mąż kochającej do utraty zmysłów, dyżurny tancerz w zmysłach
Joanna Kołaczkowska jako gwałtowna Anna.
Zbigniew Zamachowski jako ten, który się ku innej zwrócił.
Hanna Banaszak jako Julia zwana żabcią.
Piotr Machalica jako kotek zwany wesołych staruszkiem.
Anna Maria Jopek jako zakochana od zmierzchu do świtu czucia.
Grzegorz Turnau jako zakochany od zmierzchu do świtu czucia.
Lena Piękniewska jako Julia pamiętająca inaczej.
Karolina Czarnecka jako Ta, w której oprócz ciała jest przecież dusza.
Natalia Przybysz jako wysyłająca sygnały rozpaczy.
Sebastian Karpiel-Bułecka jako zepchnięty w otchłań obywatel Podhala i rywal Grzeszczyka. Tomasz Drabek jako nieśmiały poeta.
Joanna Kulig jako Julia zwana dużą blondyną.
Dariusz Basiński z Kabaretem Mumio jako zakochany w Toli.
Jacek Borusiński z Kabaretem Mumio jako kolega zakochanego w Toli.
Jadwiga Basińska z Kabaretem Mumio jako Tola zakochana niechcący przypadkiem bezwiednie.
Alicja Przerazińska jako piękna Alicja czyli herbaciarka z krainy herbaty.

### Lista wykonawców śpiewających
| „SuperDebiuty” | „SuperDebiuty”                                    | „SuperDebiuty”                          |
| Lp.            | Wykonawca                                         | Piosenka                                |
| -------------- | ------------------------------------------------- | --------------------------------------- |
| 1.             | Hanna Banaszak, Anna Maria Jopek, Grzegorz Turnau | „Pejzaż bez Ciebie”                     |
| 2.             | Anna Smołowik                                     | „Tango kat”                             |
| 3.             | Anna Maria Jopek i Grzegorz Turnau                | „W kawiarence Sułtan”                   |
| 4.             | Monika Babula                                     | „Prysły zmysły”                         |
| 5.             | Lena Piękniewska                                  | „Nie pamiętam”                          |
| 6.             | Hanna Banaszak                                    | „Żegnaj kotku”                          |
| 7.             | Piotr Machalica                                   | „Wesołe jest życie staruszka”           |
| 8.             | Joanna Kulig                                      | „Utwierdź mnie!”                        |
| 9.             | Tomasz Drabek                                     | „Bez Ciebie”                            |
| 10.            | Kabaret Mumio                                     | „A ta Tola”                             |
| 11.            | Jadwiga Basińska                                  | „Zakochałam się w czwartek niechcący”   |
| 12.            | Joanna Kołaczkowska                               | „List”                                  |
| 13.            | Zbigniew Zamachowski i Joanna Kołaczkowska        | „Przeklnę Cię”                          |
| 14.            | Sebastian Karpiel-Bułecka i Zakopower             | „Smutny deszczyk”                       |
| 15.            | Natalia Przybysz                                  | „S.O.S.”                                |
| 16.            | Joanna Kulig, Lena Piękniewska, Hanna Banaszak    | „O, Romeo!”                             |
| 17.            | Grzegorz Małecki                                  | „Jeżeli kochać to nie indywidualnie”    |
| 18.            | Karolina Czarnecka                                | „Bo we mnie jest seks”                  |
| 19.            | Grzegorz Małecki                                  | „No, co ja ci zrobiłem”                 |
| 20.            | Hanna Śleszyńska i Grupa MoCarta                  | „Szuja!”                                |
| 21.            | Sebastian Karpiel-Bułecka i Zakopower             | „Podła”                                 |
| 22.            | Tomasz Drabek                                     | „Już kąpiesz się nie dla mnie”          |
| 23.            | Joanna Kulig                                      | „Dla Ciebie jestem sobą”                |
| 24.            | Anna Maria Jopek i Grzegorz Turnau                | „Zmierzch”                              |
| 25.            | Zbiorowe wykonanie                                | „Taka gmina”                            |
| 26.            | Wszyscy wykonawcy                                 | „Już czas na sen” „Już noc, ptaki śpią” |